# Línea 462 (Buenos Aires)
La línea 462 de colectivos es una línea de transporte automotor urbano que sirve en el Gran Buenos Aires. Realiza el trayecto Estación Morón - Estación Hurlingham - Estación Jorge Newbery. Es operada por Empresa Del Oeste S.A.T.
Tiene una flota de aproximadamente 10 coches.